# Magnus Larsson
Per Henrik Magnus Larsson, né le 25 mars 1970 à Olofström, est un ancien joueur de tennis suédois. Il a évolué sur le circuit professionnel de 1989 à 2003.
Il a disputé quinze finales en simple sur le circuit ATP et a remporté sept titres. En 1995, il fut membre pendant quelques semaines du top 10, après avoir atteint la 10e place mondiale ce qui reste son meilleur classement.
Il remporte la coupe du Grand Chelem en 1994 face à Pete Sampras.
Il a remporté également six titres en double et a atteint avec Nicklas Kulti la finale à Roland-Garros en 1995.
Magnus Larsson vit maintenant à Växjö et y travaille comme entraîneur de tennis dans son nouveau club de tennis ReadyPlay. Avec Stefan Edberg et Carl-Axel Hageskog, il dirige la toute nouvelle Södra Climate Arena (2012). 

## Parcours dans les tournois duGrand Chelem

### En simple
| Année | Open d'Australie | Open d'Australie | Internationaux de France | Internationaux de France | Wimbledon       | Wimbledon      | US Open         | US Open    |
| ----- | ---------------- | ---------------- | ------------------------ | ------------------------ | --------------- | -------------- | --------------- | ---------- |
| 1989  | 1er tour (1/64)  | G. Ivanišević    | —                        | —                        | —               | —              | —               | —          |
| 1990  | 2e tour (1/32)   | D. Wheaton       | —                        | —                        | 1er tour (1/64) | D. Wheaton     | —               | —          |
| 1991  | 1er tour (1/64)  | J. Berger        | 3e tour (1/16)           | J. Courier               | 2e tour (1/32)  | R. Krajicek    | 3e tour (1/16)  | J. Sánchez |
| 1992  | 1er tour (1/64)  | T. Enqvist       | 3e tour (1/16)           | G. Ivanišević            | 3e tour (1/16)  | M. Stich       | 2e tour (1/32)  | G. Forget  |
| 1993  | 2e tour (1/32)   | P. Sampras       | 3e tour (1/16)           | S. Bruguera              | 2e tour (1/32)  | J. Stoltenberg | 1/4 de finale   | W. Masur   |
| 1994  | 1er tour (1/64)  | D. Rikl          | 1/2 finale               | A. Berasategui           | 1er tour (1/64) | K. Alami       | 1er tour (1/64) | J. Grabb   |
| 1995  | 1/8 de finale    | P. Sampras       | 1/8 de finale            | S. Bruguera              | —               | —              | —               | —          |
| 1996  | 3e tour (1/16)   | Bo. Becker       | 1er tour (1/64)          | J. Hlasek                | 2e tour (1/32)  | S. Stolle      | 1er tour (1/64) | A. Volkov  |
| 1997  | 2e tour (1/32)   | S. Bruguera      | 3e tour (1/16)           | H. Arazi                 | —               | —              | 1/4 de finale   | P. Rafter  |
| 1998  | 1er tour (1/64)  | N. Escudé        | 1er tour (1/64)          | F. Dewulf                | 1/8 de finale   | J. Siemerink   | 1/4 de finale   | C. Moyà    |
| 1999  | —                | —                | 2e tour (1/32)           | S. Grosjean              | 1er tour (1/64) | I. Kafelnikov  | 3e tour (1/16)  | T. Martin  |
| 2000  | —                | —                | —                        | —                        | —               | —              | —               | —          |
| 2001  | —                | —                | 3e tour (1/16)           | À. Corretja              | 3e tour (1/16)  | T. Martin      | 1er tour (1/64) | F. Santoro |
| 2002  | —                | —                | —                        | —                        | 1er tour (1/64) | V. Spadea      | —               | —          |
| 2003  | 1er tour (1/64)  | L. Hewitt        | —                        | —                        | —               | —              | —               | —          |

N.B. : à droite du résultat se trouve le nom de l'ultime adversaire.

### En double
| Année | Open d'Australie         | Open d'Australie          | Internationaux de France       | Internationaux de France | Wimbledon               | Wimbledon                  | US Open             | US Open                    |
| ----- | ------------------------ | ------------------------- | ------------------------------ | ------------------------ | ----------------------- | -------------------------- | ------------------- | -------------------------- |
| 1990  | 1er tour (1/32) N. Kroon | P. Chamberlin T. Wilkison | —                              | —                        | —                       | —                          | —                   | —                          |
| 1991  | —                        | —                         | 1er tour (1/32) N. Kulti       | R. Reneberg D. Wheaton   | —                       | —                          | —                   | —                          |
| 1992  | —                        | —                         | —                              | —                        | —                       | —                          | —                   | —                          |
| 1993  | —                        | —                         | —                              | —                        | —                       | —                          | —                   | —                          |
| 1994  | —                        | —                         | 2e tour (1/16) N. Kulti        | L. Bale B. Steven        | 2e tour (1/16) N. Kulti | J. Eltingh P. Haarhuis     | 1/2 finale N. Kulti | T. Woodbridge M. Woodforde |
| 1995  | 1er tour (1/32) N. Kulti | S. Draper P. Tramacchi    | Finale N. Kulti                | J. Eltingh P. Haarhuis   | —                       | —                          | —                   | —                          |
| 1996  | 1er tour (1/32) N. Kulti | J. Eltingh P. Haarhuis    | 1er tour (1/32) J.-L. de Jager | L. Pimek B. Talbot       | 2e tour (1/16) M. Keil  | T. Woodbridge M. Woodforde | —                   | —                          |

N.B. : le nom du ou de la partenaire se trouve sous le résultat ; le nom des ultimes adversaires se trouve à droite.